# ترس: ترامپ در کاخ سفید
ترس: ترامپ در کاخِ سفید (عنوان انگلیسی: Fear: Trump in the White House) عنوان کتابی سیاسی در مورد ریاست‌جمهور دونالد ترامپ که به قلم روزنامه‌نگار برجسته آمریکایی باب وودوارد در ۱۱ سپتامبر ۲۰۱۸ از سوی انتشارات سایمون اند شوستر منتشر شد. این کتاب برای نخستین بار تحت عنوان «وحشت: ترامپ در کاخ سفید» توسط علی سلامی به فارسی ترجمه و در ۲۹ مهر ۱۳۹۶ از سوی انتشارات مهراندیش منتشر شد. همچنین نسخه دیگری از این کتاب تحت عنوان «ترس: ترامپ درکاخ سفید» توسط کیوان سپهری ترجمه شده و از سوی انتشارات نحل دردی ماه  ۱۳۹۷ منتشر شده‌است.

## دربارهٔ کتاب
«ترس» نگاهی ترسناک به داخل کاخ سفید ترامپ می‌اندازد. وودوارد شرحی واقع‌بینانه و مستند از دولت ترامپ ارائه می‌دهد و برای نخستین بار واقعیت‌هایی را بیان می‌کند که تاکنون در هیچ‌کجا مطرح نشده‌است. یکی از این موارد نقشه ترور بشار اسد رئیس‌جمهور سوریه و کیم جونگ اون رهبر کره شمالی است.
این کتاب که به گفته منتقدان، همچون بختکی بر کاخ سفید ترامپ سایه افکنده‌است بر اساس صدها ساعت مصاحبه و همچنین بر اساس اسناد دولتی و خصوصی نوشته شده‌است.
«سایمون اند شوستر» ناشر کتاب اعلام کرد که در همان هفتهٔ اول انتشار، بیش از یک میلیون و صد هزار نسخه از این کتاب به فروش رفت.

## کتاب صوتی
این کتاب به صورت کتاب صوتی در رادیو نمایش در 60 قسمت به تهیه‌کنندگی اشرف‌السادات اشرف‌نژاد، روایت محمدرضا علی و با گویندگی حمیدرضا یزدانی، فریبا طاهری و شيما جانقربان لاريچه تولید شده است.